# Hermínia da Áustria
Hermínia Amália Maria da Áustria (em alemão:  Hermine Amalie Marie von Österreich; em húngaro:  Habsburg–Lotaringiai Hermina Amália Mária; Castelo de Buda, 14 de setembro de 1817 — Viena, 13 de fevereiro de 1842) foi uma arquiduquesa da Áustria por nascimento e princesa-abadessa do Convento Teresiano em Praga.

## Família
Hermínia foi a única filha de José, Palatino da Hungria e de sua segunda esposa, a princesa Hermínia de Anhalt-Bernburg-Schaumburg-Hoym. Os seus avós paternos eram o imperador Leopoldo II do Sacro Império Romano-Germânico e a infanta Maria Luísa da Espanha. Os seus avós maternos eram Vítor II, Príncipe de Anhalt-Bernburg-Schaumburg-Hoym e a princesa Amália de Nassau-Weilburg.
Ela era a irmã gêmea de Estêvão, palatino da Hungria. Além dele, teve cinco meio-irmãos pelo terceiro casamento de seu pai com Maria Doroteia de Württemberg, que eram: Francisca Maria Isabel, Alexandre, Isabel Francisca, José Carlos, marido de Clotilde de Saxe-Coburgo-Gota, e Maria Henriqueta, rainha da Bélgica como esposa de Leopoldo II.

## Biografia
A sua mãe morreu ao dar à luz gêmeos. Ela foi criada pela sua madrasta, Maria Doroteia. Ela passou sua infância principalmente em Budapeste e na vila de Alcsútdoboz, no condado húngaro de Fejér, onde seu pai possuía o Palácio Habsburgo.
Ela era descrita como graciosa, bondosa e honesta. Contudo, Hermínia era uma jovem esbelta com um corpo frágil e propensa a doenças. Ela teria sido a favorita de seu pai.
Em 16 de julho 1839, a jovem tornou-se princesa-abadessa do Convento Teresiano de Senhoras Imperiais e Reais, em Hradčany, próximo ao Castelo de Praga, na atual República Checa.
A arquiduquesa Hermínia faleceu em 13 de fevereiro de 1842, aos 24 anos, em Viena, na Áustria. Ela foi enterrada no Castelo de Buda, no dia 21 de fevereiro. 

## Honras
- 1834 -  Dama da Ordem da Cruz Estrelada